# South Webster (Ohio)
South Webster es una villa ubicada en el condado de Scioto en el estado estadounidense de Ohio. En el Censo de 2010 tenía una población de 866 habitantes y una densidad poblacional de 252,35 personas por km².

## Geografía
South Webster se encuentra ubicada en las coordenadas 38°49′1″N 82°43′57″O / 38.81694, -82.73250. Según la Oficina del Censo de los Estados Unidos, South Webster tiene una superficie total de 3.43 km², de la cual 3.4 km² corresponden a tierra firme y (1.06%) 0.04 km² es agua.

## Demografía
Según el censo de 2010, había 866 personas residiendo en South Webster. La densidad de población era de 252,35 hab./km². De los 866 habitantes, South Webster estaba compuesto por el 98.15% blancos, el 0.12% eran afroamericanos, el 0.12% eran amerindios, el 0.35% eran asiáticos, el 0% eran isleños del Pacífico, el 0% eran de otras razas y el 1.27% pertenecían a dos o más razas. Del total de la población el 0.35% eran hispanos o latinos de cualquier raza.